# 회주 전투
회주 전투는 1236년 몽골과 금나라의 전투이다.